# 天草城観光
有限会社天草城観光（あまくさしろかんこう）は、熊本県天草市有明町に本社を置くバス事業者である。
貸切バス事業のほか、旧有明町内にて路線バスを運行している。

## ふれあいバス（有明町）

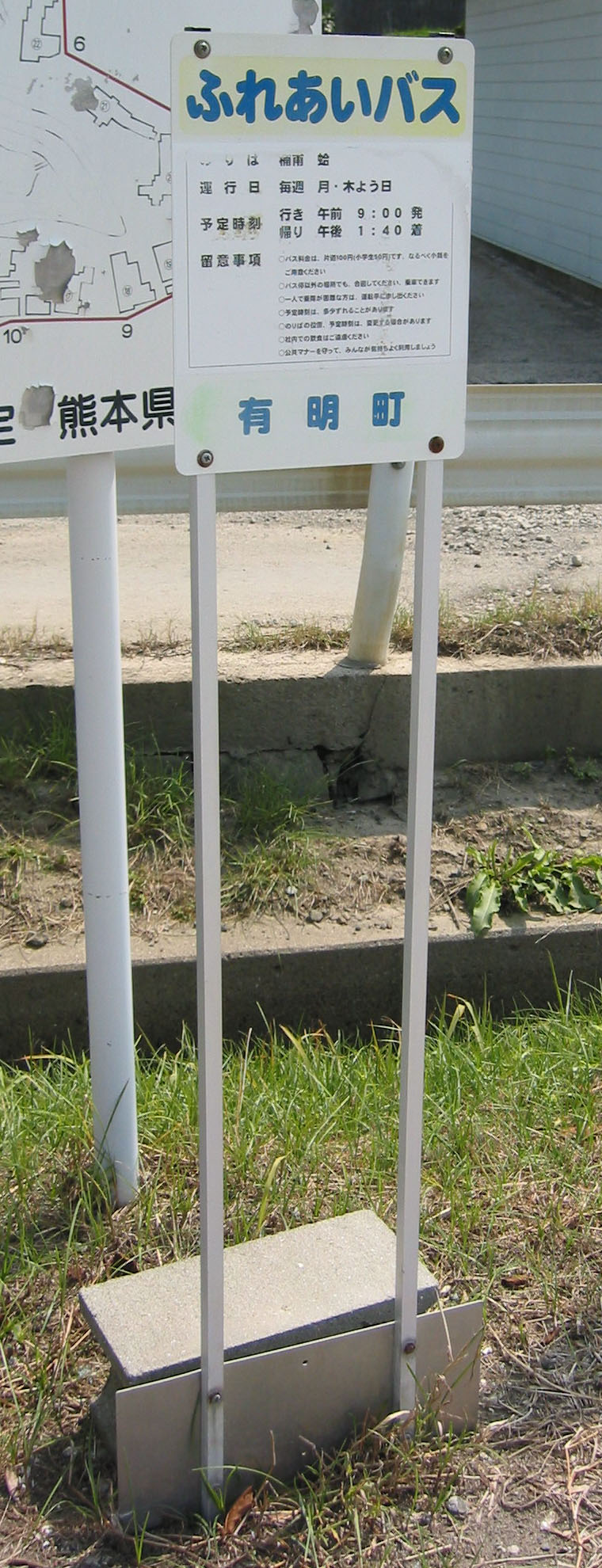
ふれあいバスのバス停

旧有明町内にて路線バス「ふれあいバス」を、受託運行している。「ふれあいバス」についての詳細は、以下の通りである。

### 概要
- リップルランド（道の駅有明や「有明温泉さざ波の湯」を含む施設）への施設送迎バス（有料）である。
- 運行経費はリップルランドの運営費用からまかわなわれており、天草市は直接負担していない。[1]
  - 有明町当時は町が主体として事業を行っていたが、天草市への合併の際に第三セクターの株式会社リップルランドに移管された。[2]
- 料金は1回100円均一、小学生は50円。

### 沿革
- 2001年8月1日 - 「ふれあいバス」運行開始。[3]

### 路線
- リップルランドを起点として2路線を運行している。

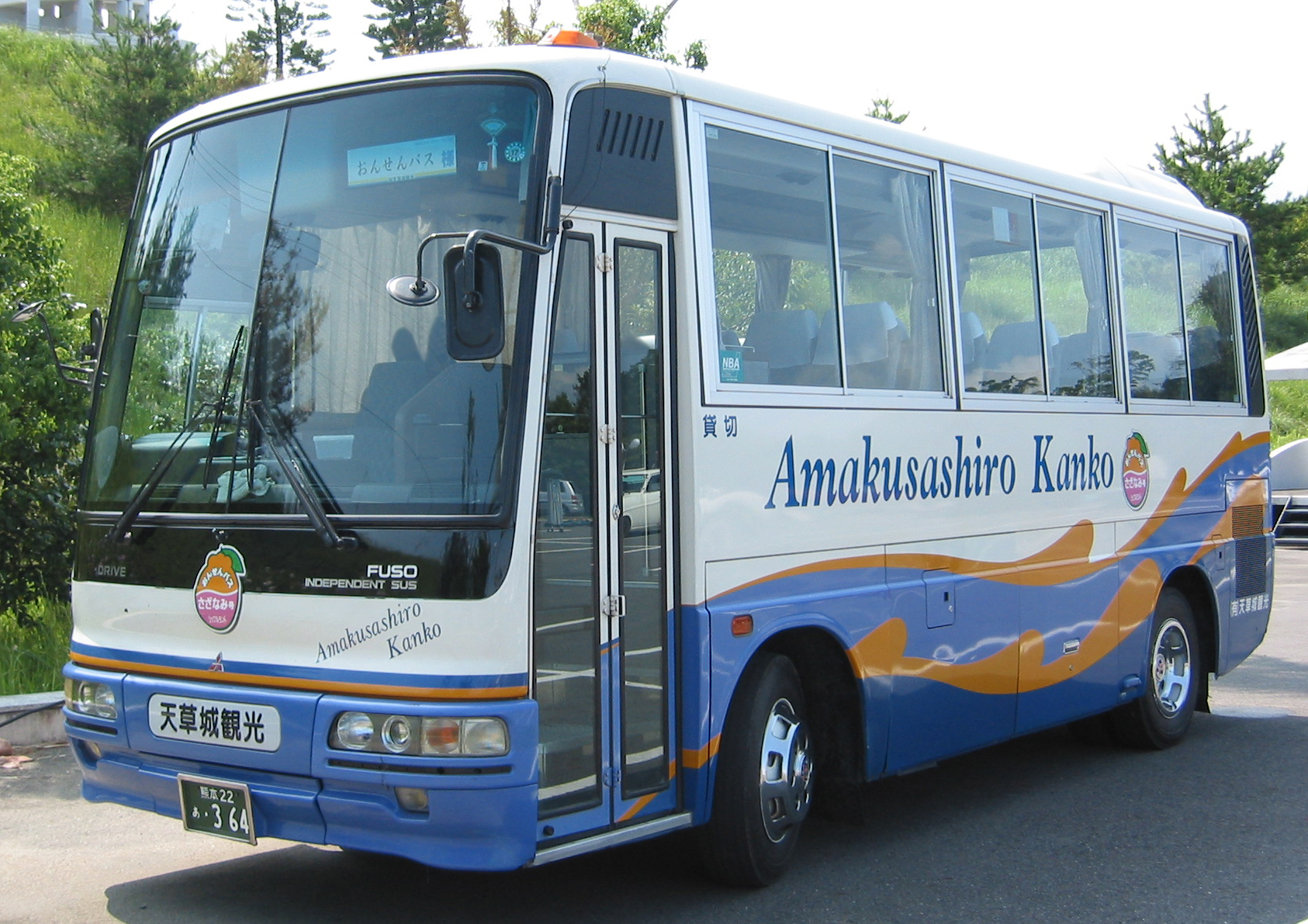
ふれあいバスの車両

## 貸切バス事業
- 一般の貸切バスのほか、かつてはツアーバスの運行を受託していた時期もあった。